# Badister elegans
Badister elegans är en skalbaggsart som beskrevs av Leconte. Badister elegans ingår i släktet Badister och familjen jordlöpare. Inga underarter finns listade i Catalogue of Life.